# 新屋站 (秋田縣)
新屋站（日语：／ Araya eki */?）是位於秋田縣秋田市新屋扇町，屬於東日本旅客鐵道（JR東日本）的羽越本線車站。

## 歷史

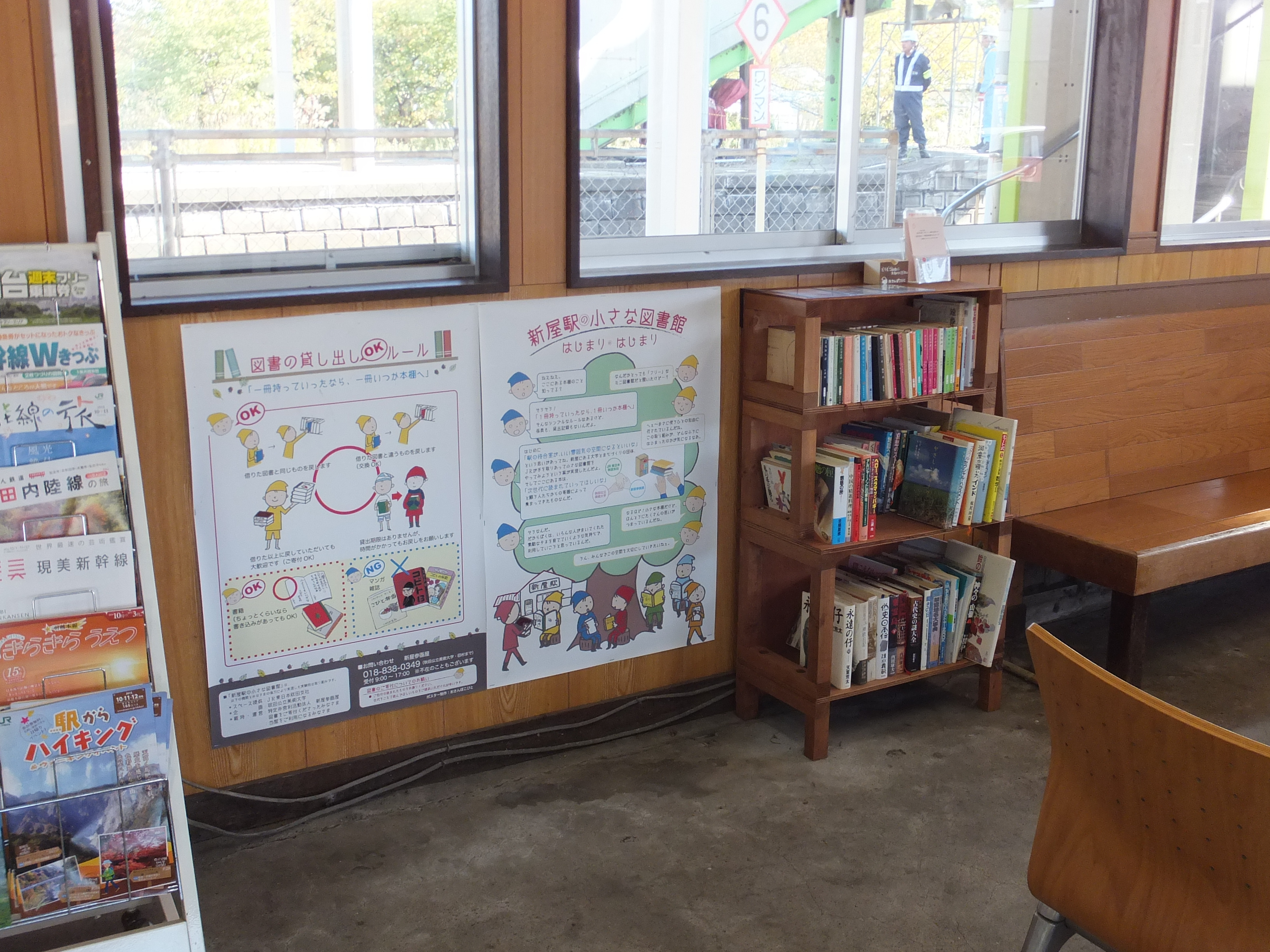
在候車室內的書架（2016年10月）

- 1920年（大正9年）2月22日：鐵道院（後來為日本國有鐵道）羽越北線秋田站至道川站之間開通，此站啟用。當時車站位於河邊郡（日语：河辺郡）新屋町（日语：新屋町 (秋田県)）。
- 1924年（大正13年）4月20日：羽後岩谷站至秋田站之間編入至羽越線。
- 1925年（大正14年）11月20日：隨著支線與赤谷線啟用，羽越線改名為羽越本線。
- 1964年（昭和39年）10月1日：終止除了於專用線出發的貨物外的起卸業務。
- 1985年（昭和60年）3月14日：終止行李起卸業務。
- 1986年（昭和61年）11月1日：終止車載貨物起卸業務。
  - 在當時，此站設有專用線前往國立食糧倉庫（於1935年開通）[1]，以及前往十條紙漿工場（前十條製紙秋田工場）。紙漿工場有較多貨物列車班次。紙漿工場在1986年3月19日隨工場關閉而專用時也同時廢止。在拆毀工場後有一段時間為空地，現時部分空地變成了西部工業團地。而國立食糧倉庫專用線於1970年代外再沒有貨物列車班次，倉庫在1990年3月停止使用。
- 1987年（昭和62年）4月1日：伴隨國鐵分割民營化，車站由東日本旅客鐵道（JR東日本）營運。
- 2003年（平成15年）4月1日：成為業務委託車站。
- 2016年（平成28年）
  - 3月26日：成為快速停車站[2]。
  - 6月17日：於車站大樓的候車室中開設小型圖書館[3][4]。
  - 11月：開始翻新車站大樓[5]。
  - 12月24日：車站大樓翻新工程完成[6]。
- 2019年（平成31年）3月5日：在車站大樓近月台的牆身佈置了大森山動物園的藝術作品[7]。

## 車站構造
車站是一座地面車站，設有1面2線的島式月台。此站設有列車從此站出發或作終站，均前往和來自秋田方向。
此站是由秋田站管理的業務委託車站，委托了JR東日本東北綜合服務負責車站業務。於早上和晩上沒有車站職員當值。站內設有綠色窗口和自動售票機。

### 月台
| 月台 | 路線      | 上下行 | 方向           | 備註                |
| ---- | --------- | ------ | -------------- | ------------------- |
| 1    | ■羽越本線 | 下行   | 秋田方向       | 部分列車使用2號月台 |
| 2    | ■羽越本線 | 上行   | 酒田、鶴岡方向 |                     |

## 使用狀況
根據「JR東日本」的資料，在2019年度（令和元年度）1日平均乘車人次為942人。
以下列出近年乘車人次變化：
| 年度               | 1日平均 乘車人次 | 參考資料        |
| ------------------ | ---------------- | --------------- |
| 2000年（平成12年） | 1,092            | [ 利用客数 2 ]  |
| 2001年（平成13年） | 1,050            | [ 利用客数 3 ]  |
| 2002年（平成14年） | 1,033            | [ 利用客数 4 ]  |
| 2003年（平成15年） | 1,002            | [ 利用客数 5 ]  |
| 2004年（平成16年） | 967              | [ 利用客数 6 ]  |
| 2005年（平成17年） | 1,008            | [ 利用客数 7 ]  |
| 2006年（平成18年） | 1,021            | [ 利用客数 8 ]  |
| 2007年（平成19年） | 1,022            | [ 利用客数 9 ]  |
| 2008年（平成20年） | 971              | [ 利用客数 10 ] |
| 2009年（平成21年） | 925              | [ 利用客数 11 ] |
| 2010年（平成22年） | 938              | [ 利用客数 12 ] |
| 2011年（平成23年） | 952              | [ 利用客数 13 ] |
| 2012年（平成24年） | 936              | [ 利用客数 14 ] |
| 2013年（平成25年） | 956              | [ 利用客数 15 ] |
| 2014年（平成26年） | 881              | [ 利用客数 16 ] |
| 2015年（平成27年） | 878              | [ 利用客数 17 ] |
| 2016年（平成28年） | 903              | [ 利用客数 18 ] |
| 2017年（平成29年） | 884              | [ 利用客数 19 ] |
| 2018年（平成30年） | 921              | [ 利用客数 20 ] |
| 2019年（令和元年） | 942              | [ 利用客数 1 ]  |

## 車站周邊

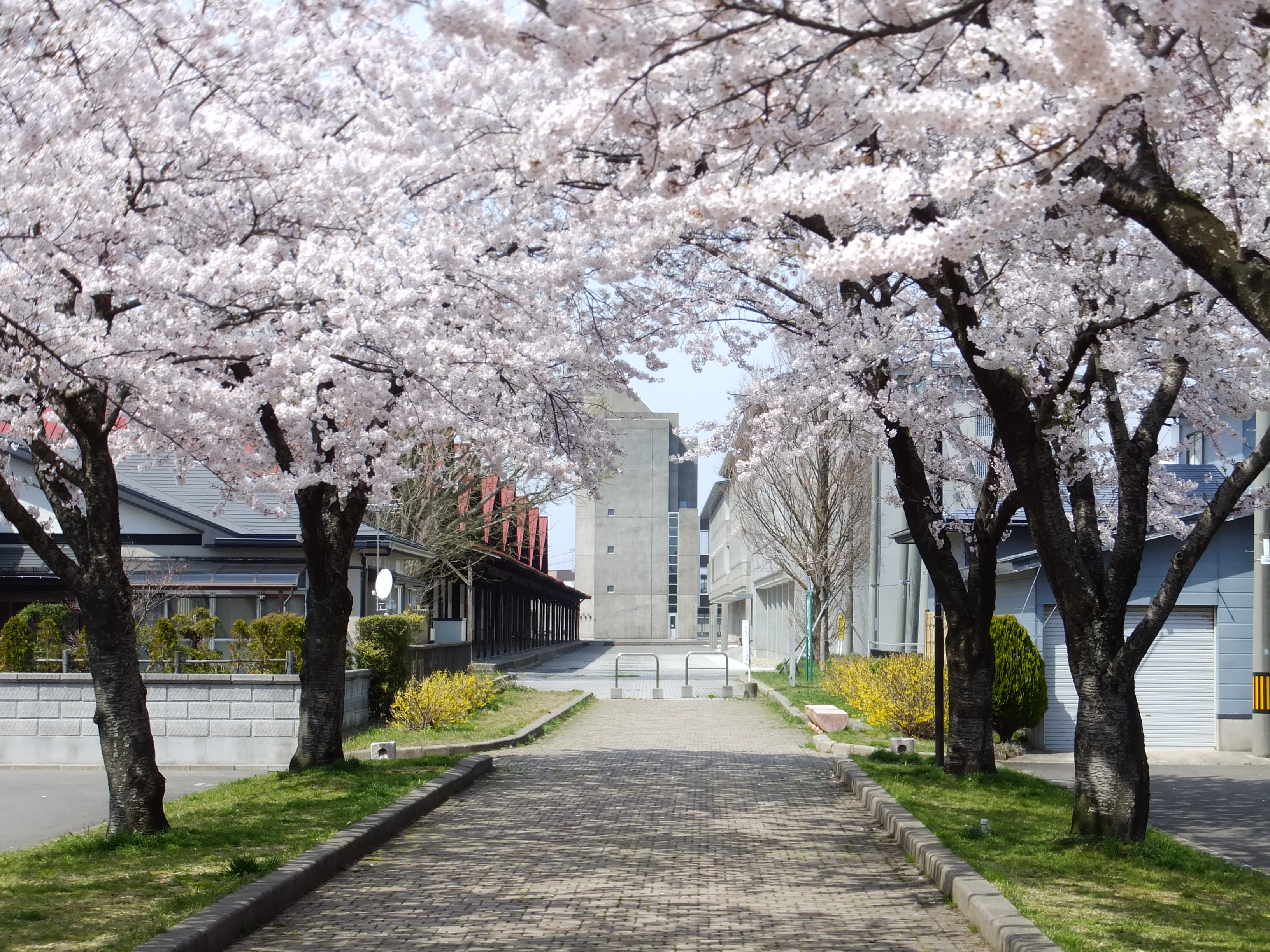
從新屋站前往秋田公立美術大學的行人路。該路曾經是貨物專用線遺址。

- 秋田市西部市民服務中心（日语：秋田市西部市民サービスセンター）
  - 秋田中央交通（日语：秋田中央交通）新屋詢問處（「西部服務中心（西部SC）」巴士站）
- 秋田中央警署（日语：秋田中央警察署）新屋派出所
- 秋田銀行新屋分店
- 秋田生剝鬼農業協同組合（日语：秋田なまはげ農業協同組合）新屋站前分店
- 新屋站前郵局
- 新屋郵局（日语：新屋郵便局）
- 秋田市新屋玻璃工房
- 秋田公立美術大學（日语：秋田公立美術大学）、桃子工作室（市民開放型工作室）、秋田市立新屋圖書館（日语：秋田市立図書館#新屋図書館）
  - 以上三個地位位於同一地段，從此站設有行人路前往該處。而行人路前身是食糧倉庫專用線遺址[9]。
- 秋田市立秋田西中學（日语：秋田市立秋田西中学校）
- 秋田縣道56號秋田天王線（日语：秋田県道56号秋田天王線）
- 秋田縣道65號寺內新屋雄和線（日语：秋田県道65号寺内新屋雄和線）
- 秋田市西部工業團地
- 福祉健康新屋溫泉 - 即日來回的溫泉施設
- 日吉神社
- 大川端帶狀近鄰公園（新屋櫻公園）
- 秋田縣立新屋運動廣場

## 巴士路線
在車站附近設有「新屋站前」、「新屋踏切前」巴士站。停靠的巴士路線由秋田中央交通和秋田市My Town·巴士營運。

## 相鄰車站
東日本旅客鐵道
■羽越本線
□快速（只有下行1班）
羽後龜田→新屋→羽後牛島
■普通
下濱－桂根（※）－新屋－羽後牛島
（※）部分列車不停桂根站。

## 注腳

### 使用狀況
1. 1 2  . 東日本旅客鉄道.   [2020-07-13]. （原始内容存档于2020-07-10） （日语）.
2. ↑  . 東日本旅客鉄道.   [2019-02-28]. （原始内容存档于2019-03-27） （日语）.
3. ↑  . 東日本旅客鉄道.   [2019-02-28]. （原始内容存档于2019-03-27） （日语）.
4. ↑  . 東日本旅客鉄道.   [2019-02-28]. （原始内容存档于2019-03-27） （日语）.
5. ↑  . 東日本旅客鉄道.   [2019-02-28]. （原始内容存档于2019-03-27） （日语）.
6. ↑  . 東日本旅客鉄道.   [2019-02-28]. （原始内容存档于2019-03-27） （日语）.
7. ↑  . 東日本旅客鉄道.   [2019-02-28]. （原始内容存档于2019-03-27） （日语）.
8. ↑  . 東日本旅客鉄道.   [2019-02-28]. （原始内容存档于2019-03-27） （日语）.
9. ↑  . 東日本旅客鉄道.   [2019-02-28]. （原始内容存档于2019-04-02） （日语）.
10. ↑  . 東日本旅客鉄道.   [2019-02-28]. （原始内容存档于2019-03-27） （日语）.
11. ↑  . 東日本旅客鉄道.   [2019-02-28]. （原始内容存档于2019-03-27） （日语）.
12. ↑  . 東日本旅客鉄道.   [2019-02-28]. （原始内容存档于2019-03-27） （日语）.
13. ↑  . 東日本旅客鉄道.   [2019-02-28]. （原始内容存档于2019-03-27） （日语）.
14. ↑  . 東日本旅客鉄道.   [2019-02-28]. （原始内容存档于2019-03-27） （日语）.
15. ↑  . 東日本旅客鉄道.   [2019-02-28]. （原始内容存档于2016-04-04） （日语）.
16. ↑  . 東日本旅客鉄道.   [2019-02-28]. （原始内容存档于2019-03-27） （日语）.
17. ↑  . 東日本旅客鉄道.   [2019-02-28]. （原始内容存档于2019-03-23） （日语）.
18. ↑  . 東日本旅客鉄道.   [2019-02-28]. （原始内容存档于2019-03-27） （日语）.
19. ↑  . 東日本旅客鉄道.   [2019-02-28]. （原始内容存档于2019-03-25） （日语）.
20. ↑  . 東日本旅客鉄道.   [2019-07-21]. （原始内容存档于2019-07-05） （日语）.

## 外部連結
- 車站資訊（新屋）：東日本旅客鐵道（日語）